# Violência política palestina

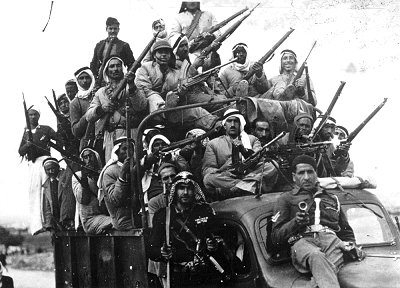
Voluntários árabes armados, em 1948

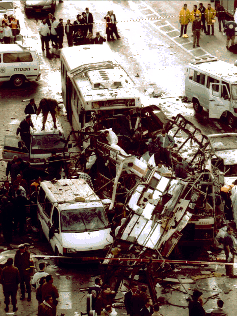
Atentado suicida perpetrado pelo Hamas em Jerusalém contra um autobus

O termo violência politica palestina refere-se aos atos de violência realizados em prol da causa palestina. Estes objetivos políticos incluem a autodeterminação e a soberania sobre a Palestina, a liberação daquele território e a criação de um Estado palestino, seja ele no lugar de Israel e dos territórios palestinos, ou apenas nestes últimos. Dirigido periodicamente a metas mais limitadas, como a libertação de prisioneiros palestinos, uma meta importante desta violência visa a aplicação do direito de retorno dos refugiados palestinos.
Grupos palestinos envolvidos em atos de violência com motivações políticas incluem o Hamas, a Organização para a Libertação da Palestina (OLP), a Jihad Islâmica Palestina, o Fatah, a Frente Popular para a Libertação da Palestina (FPLP), a Frente Popular para a Libertação da Palestina - Comando Geral (FPLP-CG), a Frente Democrática para a Libertação da Palestina, e a Organização Abu Nidal. Entre as táticas adotadas estão sequestros de aviões, tiroteios, atentados e apedrejamentos.
A terrorismo palestino teve como alvo israelenses, palestinos, libaneses, jordanos, egípcios, e cidadãos de diversos outros países. Os atos de terror dentro e fora de Israel, e foram direcionados tanto a alvos civis quanto militares. Estatísticas israelenses afirmam que 3 500 cidadãos daquele país e 25 000 teriam sido feridos como resultado de atos de terror cometidos por palestinos desde a criação do Estado de Israel, em 1948. Estes números incluem soldados e civis, incluindo aqueles que foram vitimados em trocas de tiro entre ambos os lados.

## História
Historicamente, desde 1919 grupos locais palestinos têm atacado a população judaica de Yishuv, em oposição às aspirações do sionismo. De 1949 a 1956, o fedayeen cometeu ataques terroristas no contexto do conflito árabe-israelense. Desde 1965, um novo período de terrorismo emergiu, com ataques organizados por grupos palestinos em nome da "libertação da Palestina", bem como para criar um Estado palestino. O ataque ao aqueduto nacional de Israel em 1° de janeiro de 1965, marca o início do terrorismo palestino contemporâneo. O terrorismo palestino não ganhou notoriedade na mídia ocidental até o final dos anos 60, durante atos de pirataria e tomada de reféns. Durante a Segunda Intifada, particularmente assumiu a forma de atentados suicidas.

## Tipos de ataques terroristas
- Ataques na fronteira contra a população civil por grupos ou bandos armados (por exemplo, o massacre da estrada costeira, massacre em Ma'alot, etc.).
- Sequestro de avião, em particular nas décadas de 1960 e 1970 (também o caso do sequestro do navio de recreio Achille Lauro).
- Ataque com faca ou ataque para esfaqueamento.
- Tiroteio (por exemplo, o ataque a um café em junho de 2016).
- Lançamento ou lançamento de cargas explosivas (como minas, artefatos explosivos improvisados, etc.) contra alvos civis, áreas civis ou infraestrutura pública.
- Ataque no carro-bomba ou no aríete do carro.
- Seqüestro e detenção de reféns.
- Ataques suicidas (desde 1993).
- Bombardeios deliberados de populações civis (por foguetes e morteiros).
- Emboscada ou ataque descoordenado a pessoas ou veículos usando projéteis, bombas caseiras (incluindo coquetéis molotov) ou outras armas.
- Assassinatos.
- Violência e intimidação contra suspeitos de "traição" ou oponentes políticos (homicídio, linchamento, tortura, virtiolagem, etc.).
- Ameaças (ou tentativas) de destruição em massa (armas químicas, etc.).